# Perihan Topaloğlu
Perihan Topaloğlu (Bartın, 31 d'agost de 1987) és una jugadora d'handbol turca. És membre de la selecció femenina turca. Topaloğlu va ser "pitxitxi" de la Universiada Europea de Còrdova el 2012. També va ser pitxitxi de la Lliga turca el 2014 com a jugadora i capitana de l'equip Ardeşen GSK.
Es va casar amb el futbolista Doğan Acar de l'Ardeşen GSK, el 2015, quan ella jugava pel mateix club de la ciutat d'Ardeşen, província de Rize.